# Apostelgrab

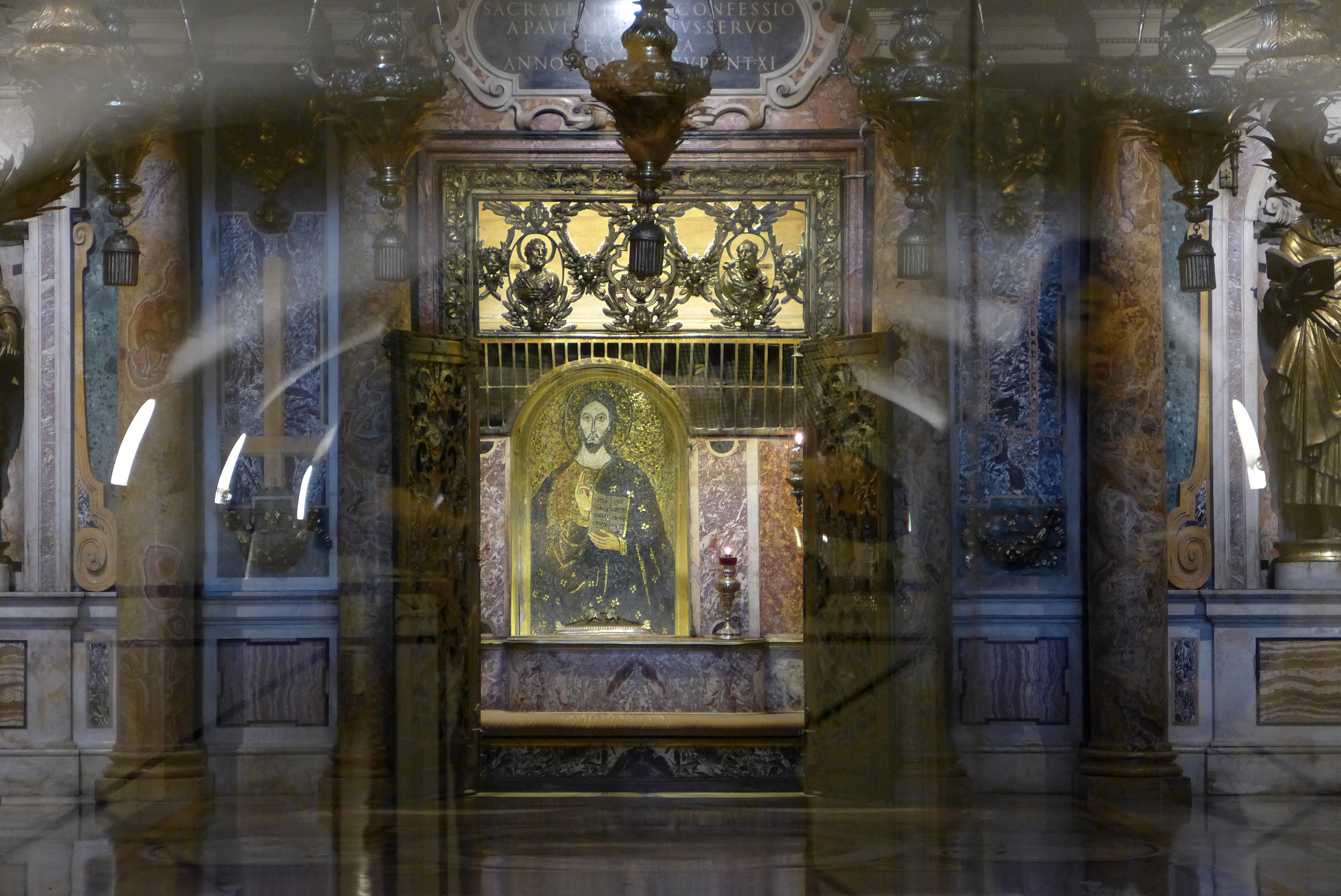
Simon Petrus – Grabmal mit Christusmosaik und Palliennische unterhalb des Papstaltars im Petersdom

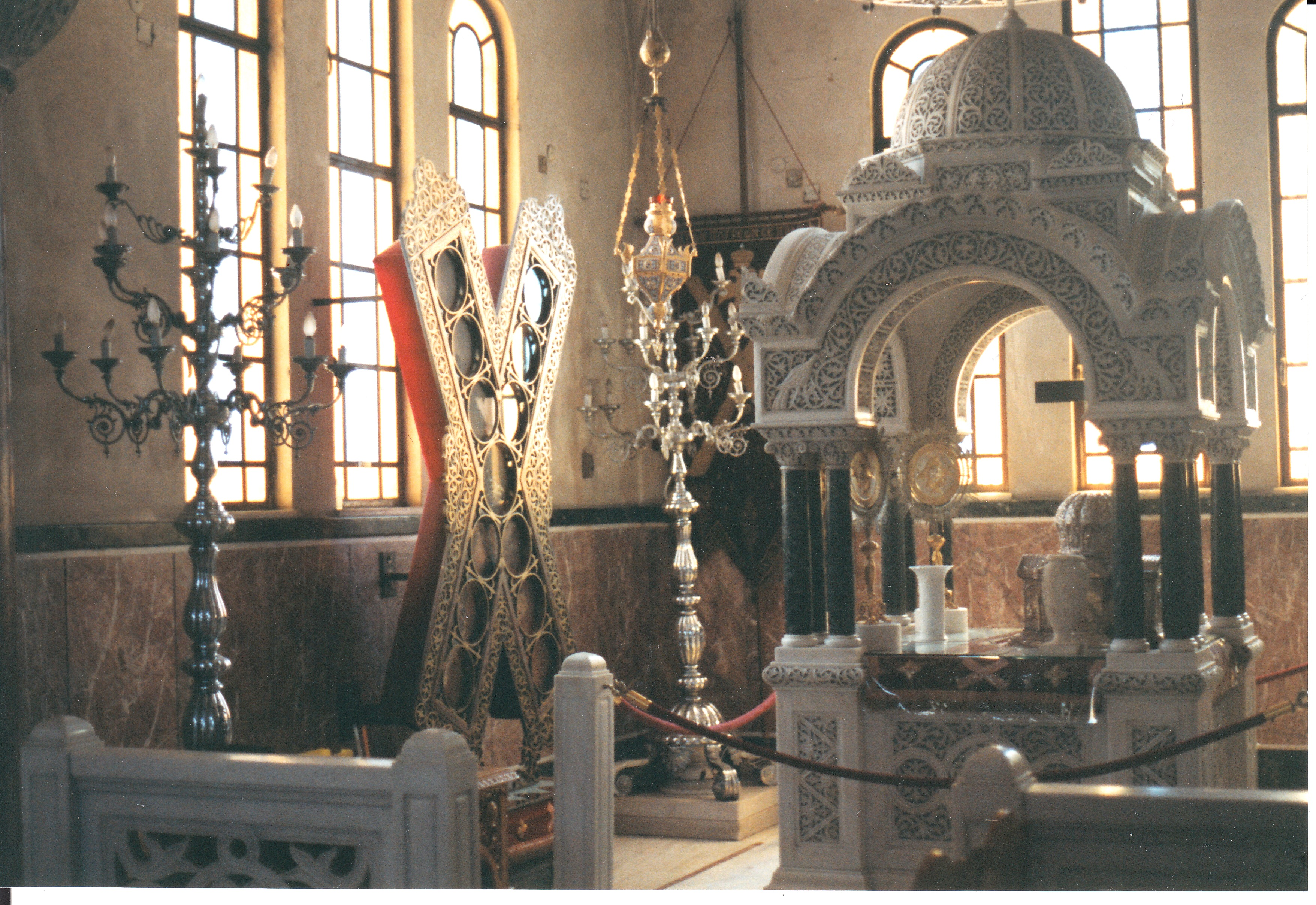
Andreas – Kreuzreliquie und Reliquiar des Hauptes des heiligen Apostels Andreas in der Kirche Agios Andreas

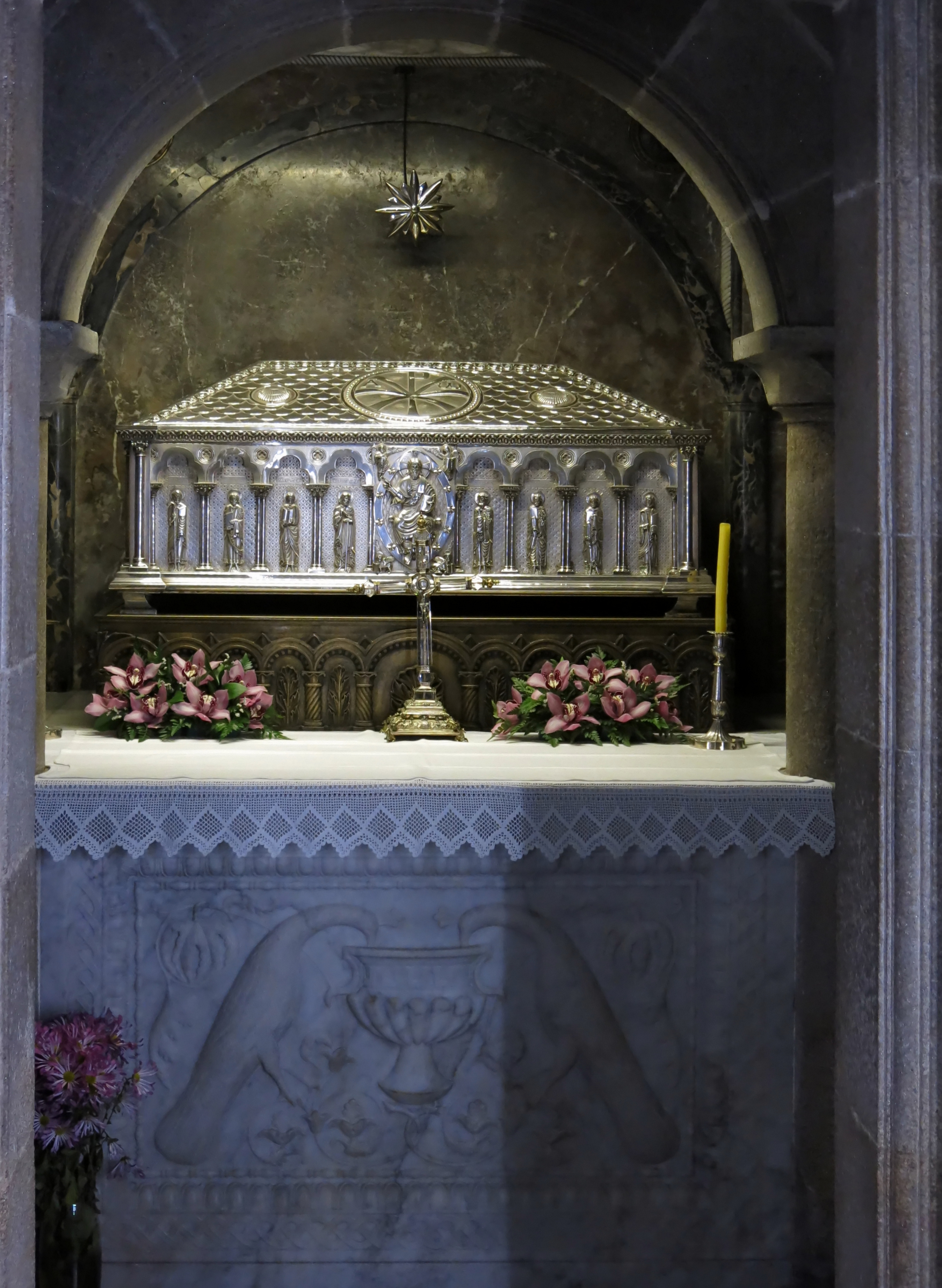
Jakobus der Ältere – Reliquienschrein in der Krypta der Kathedrale von Santiago de Compostela

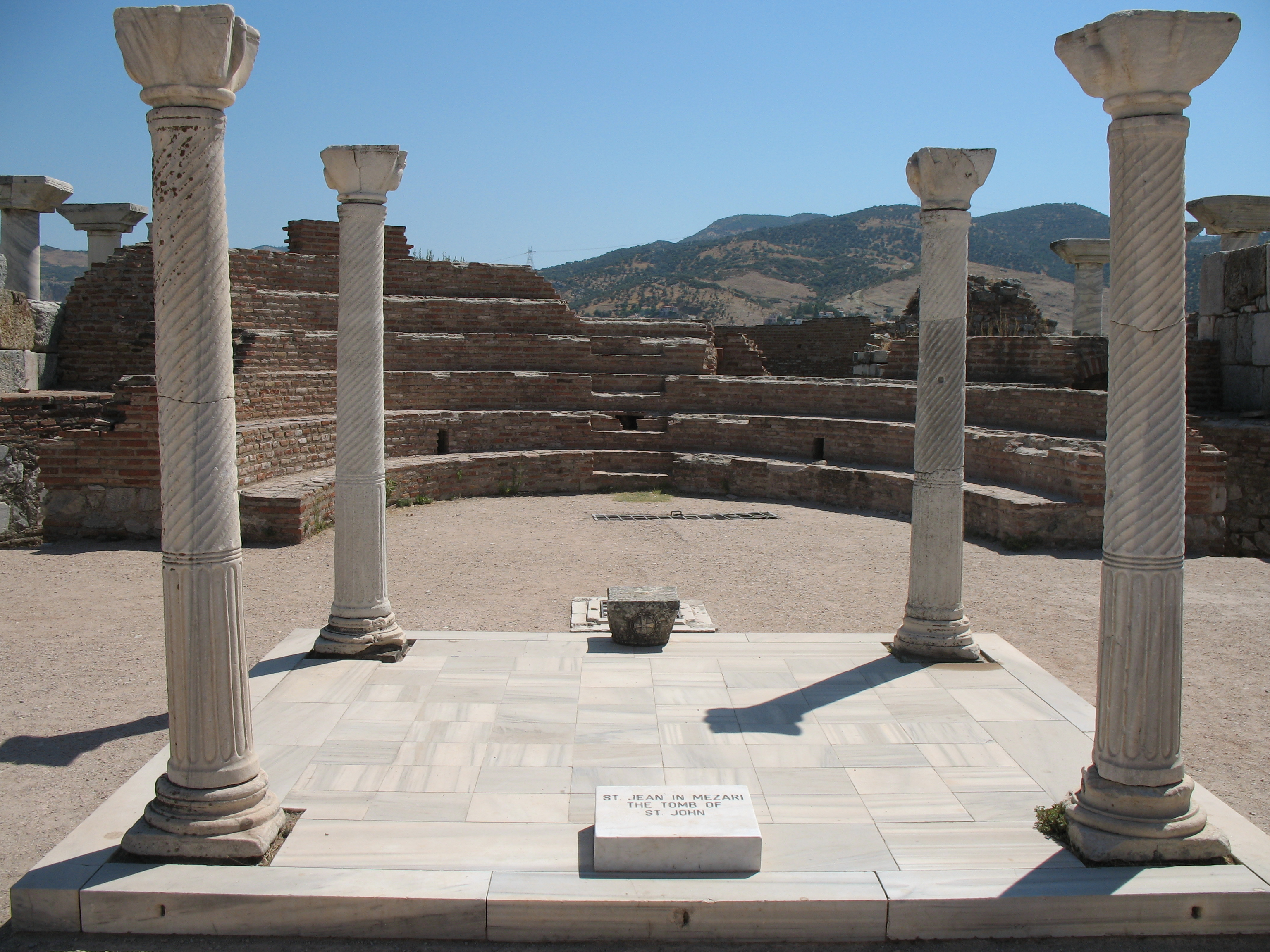
Johannes – Über dem legendenhaften Johannesgrab in Ephesos wurde die Johanneskirche errichtet.

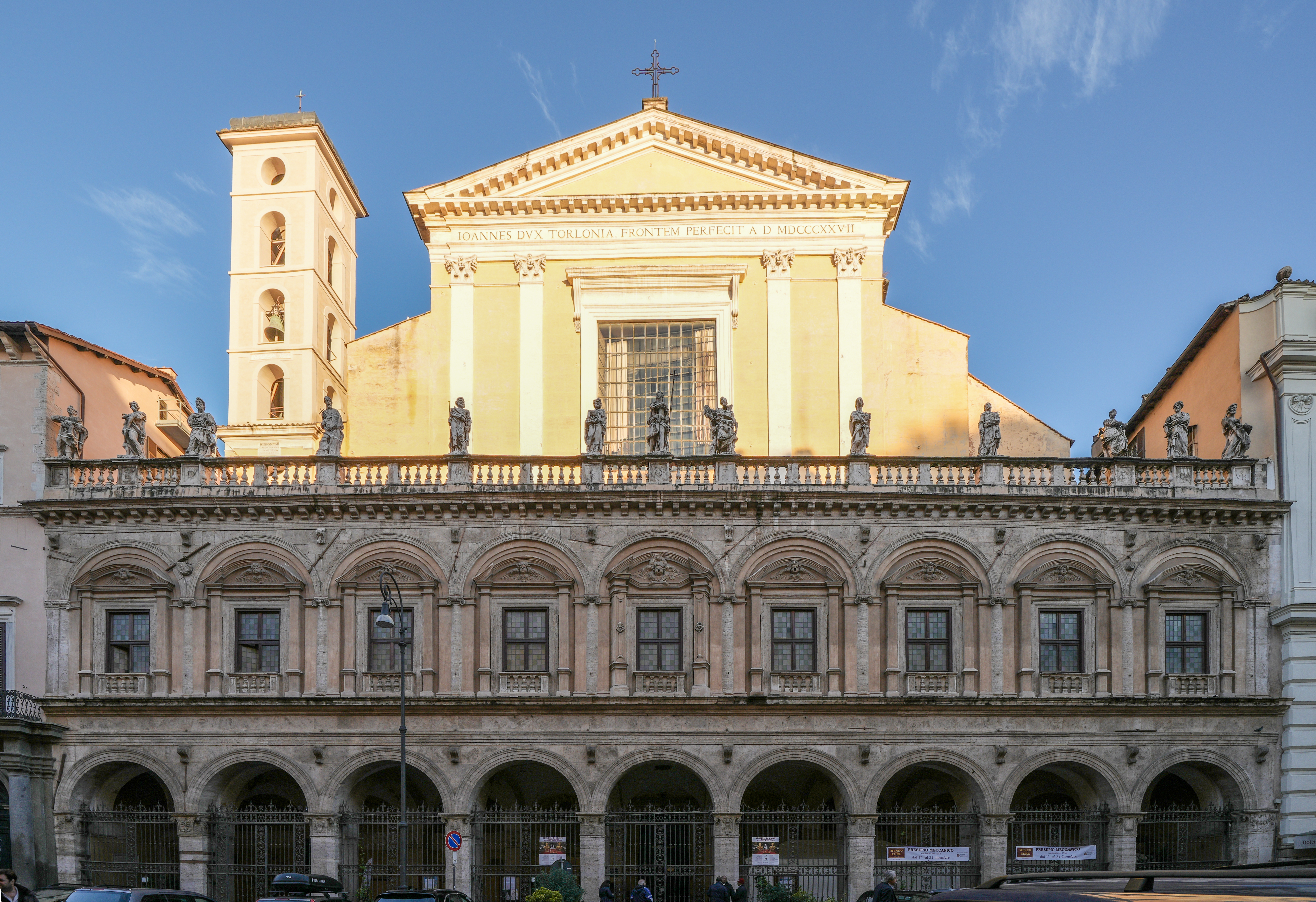
Philippus und Jakobus der Jüngere – In der Basilika Santi XII Apostoli befinden sich Reliquien der beiden Apostel.

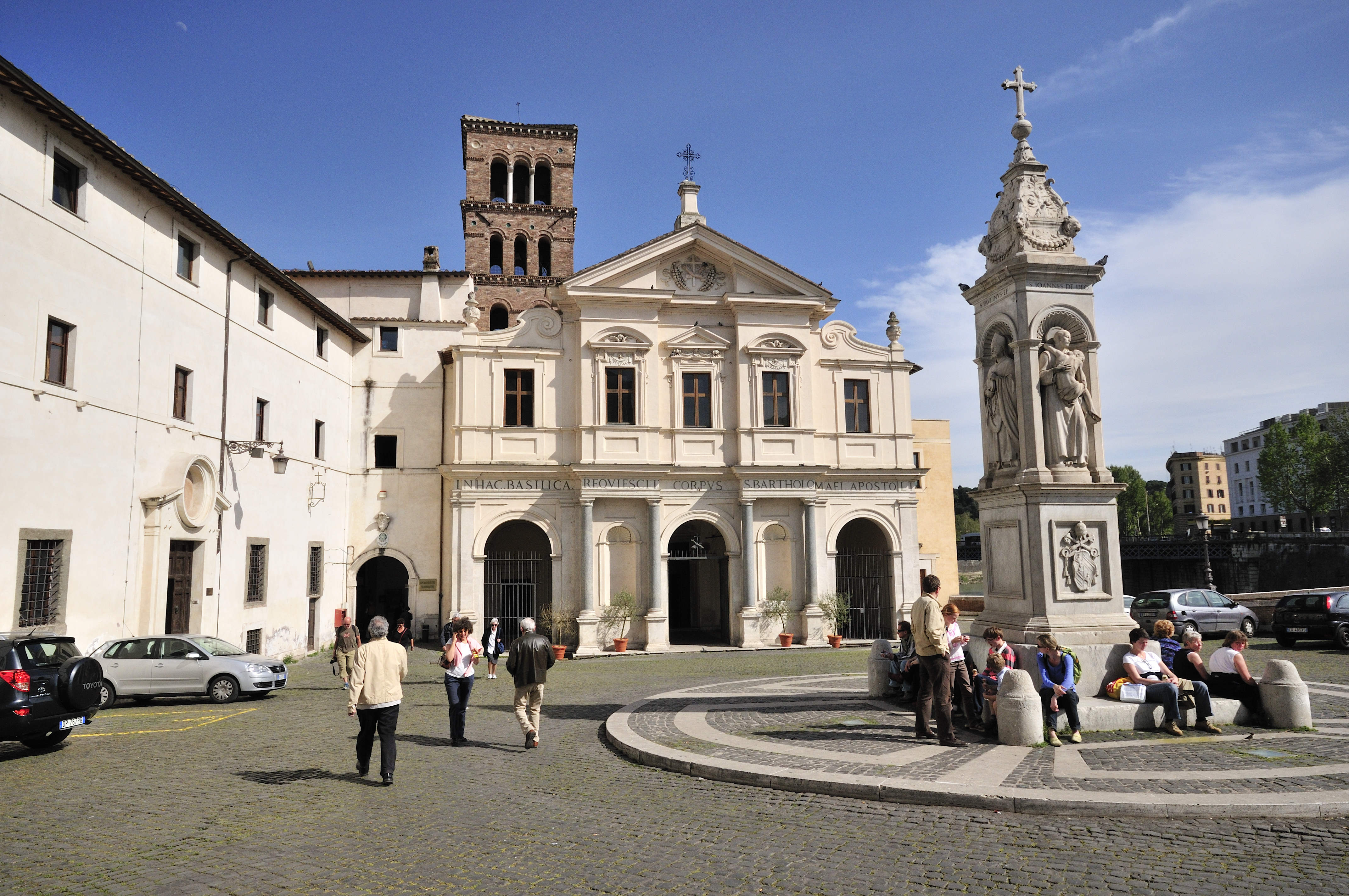
Bartholomäus – In der Kirche San Bartolomeo all’Isola befinden sich die Gebeine des Apostels.

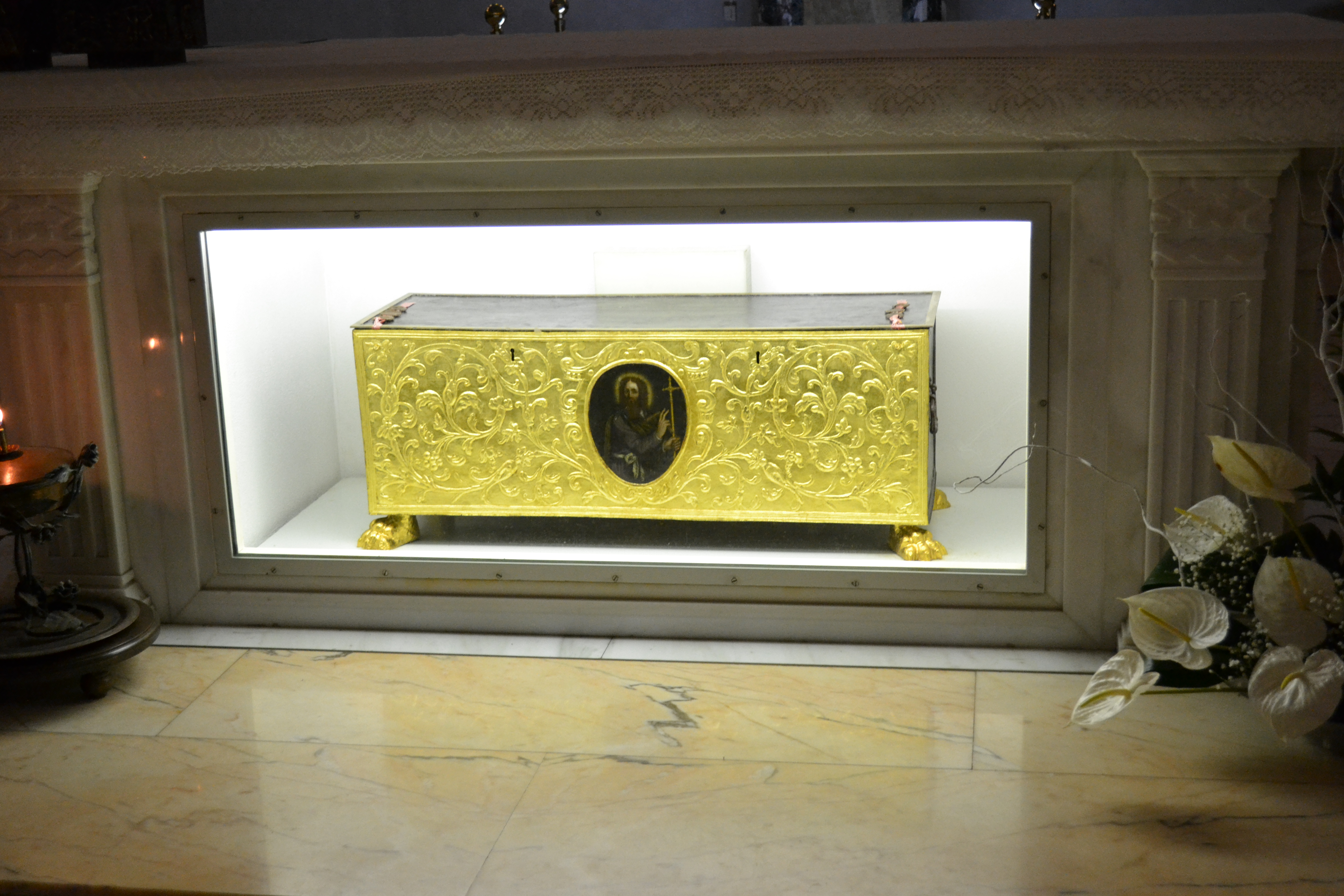
Thomas – Reliquienaltar des hl. Thomas in der Unterkirche der Basilica di San Tommaso Apostolo

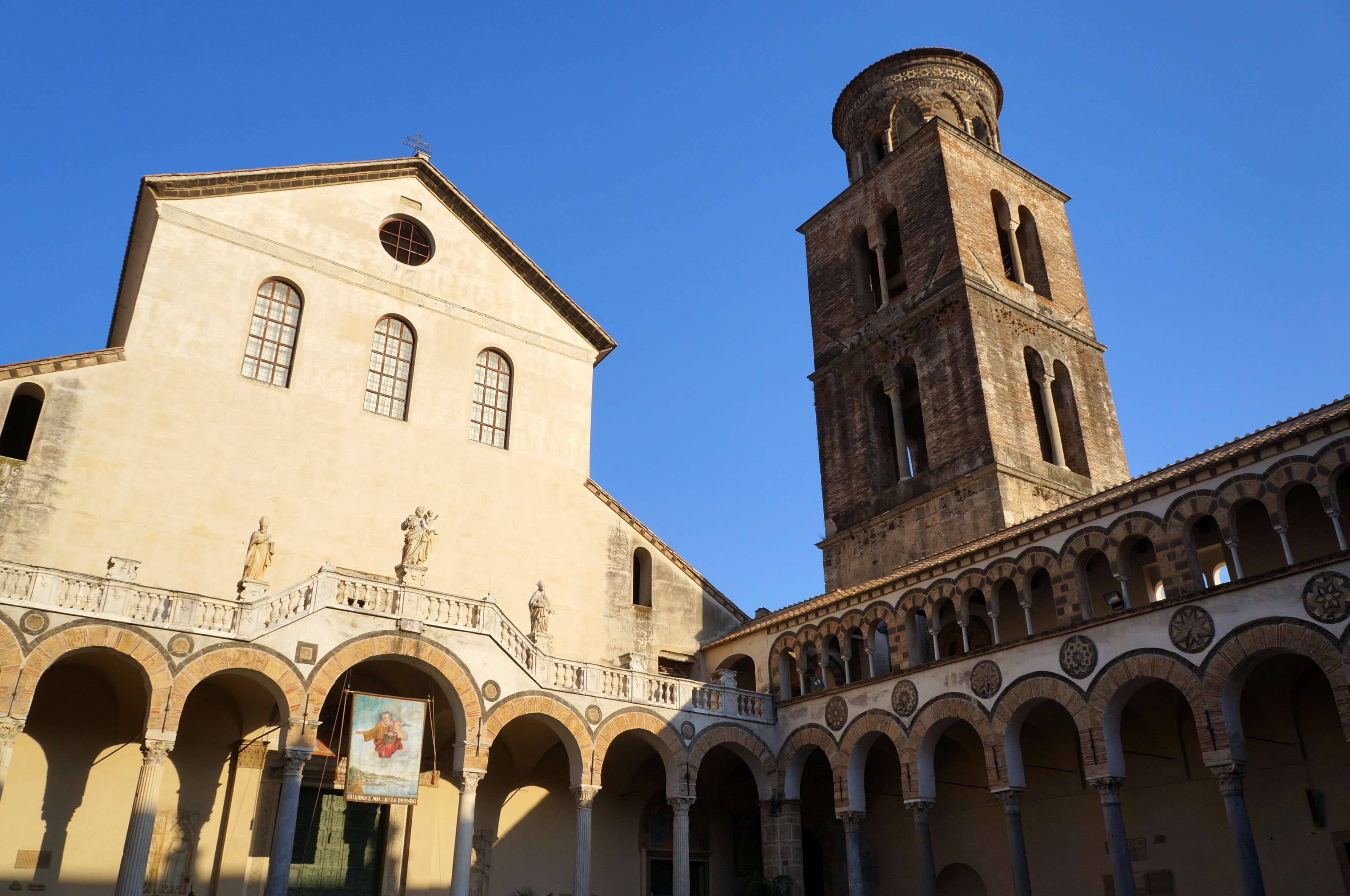
Matthäus – Reliquien befinden sich in der Kathedrale von Salerno.

Ein Apostelgrab ist der Ort beziehungsweise das Grab, in dem der Tradition nach die Leichen der Apostel bestattet wurden. Dadurch, dass nach römisch-katholischer Lehre die Bitte um Fürbitte vor allem in örtlicher Nähe der sterblichen Überreste (Reliquien) als wirkungsvoll gilt und die Apostel durch die gemeinsame Zeit mit Jesus während dessen Wirken Galiläa und Judäa mit ihm eine persönliche Beziehung zu ihm hatten, wurden die Apostelgräber zu bedeutenden Wallfahrtsorten.
Besonders bekannt sind die Wallfahrten nach Jerusalem und Rom sowie auf dem Jakobsweg nach Santiago de Compostela.

## Liste der Apostelgräber

### Zwölf Apostel
- Simon Petrus
  - Petersdom in Rom[1]
- Andreas
  - Agios Andreas in Patras (Kopfreliquie)
  - Kathedrale San Andrea, Amalfi
- Jakobus der Ältere, gestorben in Jerusalem
  - Kathedrale von Santiago de Compostela in Santiago de Compostela
  - Armenische Jakobuskathedrale, Jerusalem
- Johannes, gestorben in Ephesos
  - Leeres Grab in Ephesos
- Philippus
  - Der italienische Archäologe Francesco D’Andria von der Università degli studi di Lecce behauptet, das Grab von Philippus mit Inschriften in der antiken Stadt Hierapolis, dem heutigen Pamukkale entdeckt zu haben.[2]
  - Reliquien in der Basilika Santi XII Apostoli in Rom
- Bartholomäus
  - Die Gebeine werden seit dem Jahr 983 in der Kirche San Bartolomeo all’Isola in Rom aufbewahrt.
  - Kopfreliquie im Kaiserdom St. Bartholomäus in Frankfurt am Main
- Thomas
  - Die St. Thomas Basilica in Chennai wurde an der Stelle seiner ursprünglichen Grabstätte errichtet.
  - 1258 wurden die Gebeine des Apostels Thomas nach Ortona in die Basilica di San Tommaso Apostolo überführt.
- Matthäus
  - Reliquien befinden sich in der Kathedrale von Salerno in Salerno
- Jakobus der Jüngere
  - Reliquien in der Basilika Santi XII Apostoli in Rom
- Judas Thaddäus
  - vermutlich Babylon
- Simon Zelotes
  - vermutlich Babylon
- Judas Iskariot
  - vermutlich Akeldama in der Nähe des Dorfes Hinnom, in Jerusalem, Israel

### Paulus und Matthias
- Paulus von Tarsus
  - Sankt Paul vor den Mauern
- Matthias
  - Benediktinerabtei St. Matthias, Trier

### Apostelschüler
- Timotheus
  - vermutlich Ephesus
- Titus
  - Kreta
- Barnabas
  - Zypern

### Evangelisten
- Matthäus (Apostel):
  - siehe bei den Aposteln
- Markus (Evangelist):
  - Kloster Reichenau, Insel Reichenau[3]
  - Markusdom, Venedig
  - Markuskathedrale, Alexandria, Ägypten[4]
- Lukas (Evangelist):
  - Sarkophag, Basilika Santa Giustina, Padua, Italien
- Johannes (Evangelist): laut Tradition identisch mit Johannes dem Apostel